# 罗斯塔舍夫卡农村居民点
罗斯塔舍夫卡农村居民点（俄语：Росташевское сельское поселение）是俄罗斯联邦沃罗涅日州帕尼诺区所属的一个农村居民点。其下辖有9个居民点，行政中心为阿洛耶波列。据2016年统计，该农村居民点的人口为926人。